# José Hermes Moreira
José Hermes Moreira (30 settembre 1958) è un ex calciatore uruguaiano, di ruolo difensore.

## Carriera

### Club
Ha giocato nella prima divisione uruguaiana.

### Nazionale
Ha partecipato ai Mondiali Under-20 del 1977 ed alla Coppa America del 1979.

## Palmarès

### Club

#### Competizioni nazionali
- Campionato uruguaiano: 2

Nacional: 1980, 1983
- Liguilla Pre-Libertadores de América: 1

Nacional: 1982

#### Competizioni internazionali
- Coppa Libertadores: 1

Nacional: 1980
- Coppa Intercontinentale: 1

Nacional: 1980